# Kring van beeldende kunstenaars R33

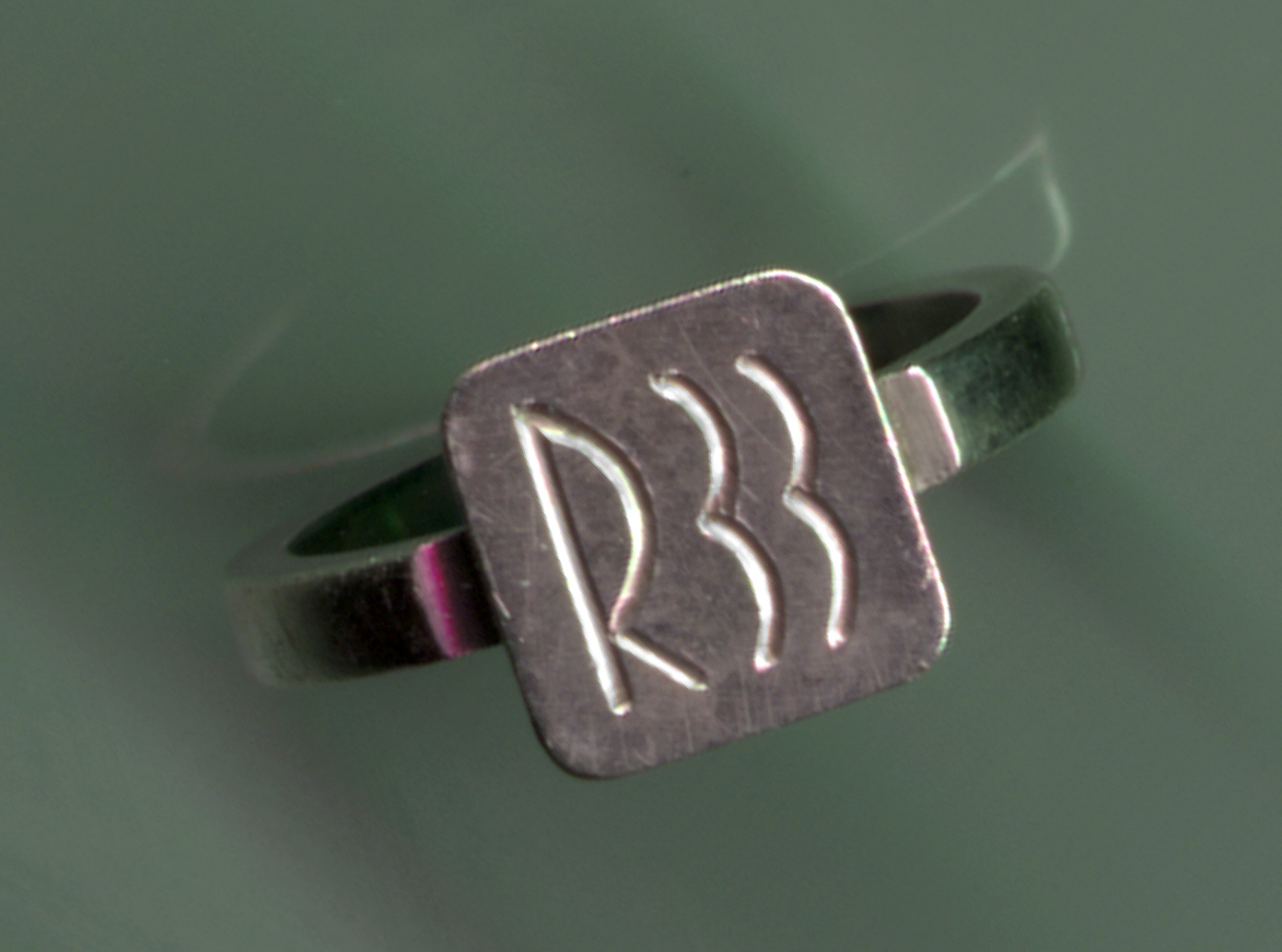
Verenigingsring van R 33, ontworpen door Siem van den Hoonaard

De kring van beeldende kunstenaars R 33 was een Nederlandse vereniging van beeldende kunstenaars in Rotterdam. Deze in 1933 opgerichte vereniging werd in oktober 1934 Koninklijk goedgekeurd. Na de instelling van de Kultuurkamer in november 1941, werd de vereniging ontbonden. Op 6 oktober 1945 meldt het Vrije Volk evenwel dat R 33 weer was opgericht, met als voorzitter Piet Begeer; V. Henbaas als secretaris en Henri van Lamoen als penningmeester. Waarschijnlijk niet lang daarna is R 33 toch een stille dood gestorven.
Het belangrijkste streven van de leden was kunst maken en deze onder de aandacht brengen.
"Een duidelijk esthetisch of theoretisch doel streefde R 33 niet na. Men wilde simpelweg kunst maken, kunst tonen en daartoe in de gelegenheid worden gesteld. Het in 1935 uitgegeven bulletin dient te worden geïnterpreteerd tegen de achtergrond van crisis en werkloosheid. 'Geeft ons werk' begint het met grote letters. Afbeeldingen van werk van leden worden afgewisseld met teksten als: 'Liever dan een standbeeld of een plaats voor ons werk in een museum na onze dood, is ons tijdens ons leven met wat minder zorgen, op bescheiden voet levend ons geheel aan ons werk te kunnen geven.'"
De zilveren verenigingsring, ontworpen door het lid Siem van den Hoonaard, werd ook uitgereikt aan onder anderen belangwekkende gastsprekers op de 'kunstzondagen' en dito bezoekers die de aandacht van de pers trokken.
Lid waren onder anderen:
- Piet Begeer (ook voorzitter geweest)
- Gesina Boevé
- Herman Bieling (ook secretaris geweest)
- Willem Boon
- Hendrik Chabot
- Wim Chabot
- Wally Elenbaas (ook secretaris geweest)
- Dolf Henkes
- Wout van Heusden
- Siem van den Hoonaard (ook ontwerper van de verenigingsring)
- Jan Kamman
- Henri van Lamoen
- Jacob Jongert (ook vicevoorzitter geweest)
- George Pletser
- Georges Robèr
- Han Richters (ook penningmeester geweest)
- Marius Richters (ook penningmeester geweest)
- Piet van Stuivenberg
- Quirijn van Tiel
- Johan Tielens (ook voorzitter geweest)
- Teun Versluijs (ook secretaris geweest)
- Koos van Vlijmen